# Rupert Young
Pour les articles homonymes, voir Young.
Rupert Young est un acteur britannique né le 16 mai 1978. Il est particulièrement connu pour avoir interprété Sir Leon dans la série Merlin, durant les saisons 2 à 5.

## Filmographie

### Cinéma
- 2009 : Just Because You're Paranoid... : Derek
- 2012 : This Love : l'autre homme
- 2015 : Writers Retreat : Alisdair

### Télévision
- 2004 : Island at War : un soldat britannique
- 2004 : Dirty Filthy Love : Josh
- 2004 : Doc Martin (en) : Adrian Pitts
- 2006 : Foyle's War : Armed Guard
- 2006 : Heartbeat : Zak
- 2008 : Nick Cutter et les Portes du temps : Mike
- 2009 - 2012 : Merlin : Sir Leon
- 2009 : Hotel Babylon : Justice
- 2010 : Shameless : Marc Arlington
- 2013 : The White Queen : Sir William Herbert
- 2018 : The Bisexual (série télévisée)
- 2022 : La Chronique des Bridgerton : Jack Featherington